# Ne zabyvaj
Ne zabyvaj  (in russo Не забывай?) è il terzo album in studio della cantante russo-statunitense Ljubov' Uspenskaja, pubblicato il 9 settembre 1993 dalla AVA Records.

## Tracce
1. Vstuplenie – 1:54 (Alex Khaskin)
2. Ja bojus' on ne ljubit menja – 4:46 (testo: Grigorij Poženjan – musica: Viktor Saprykin)
3. Zaklat'e – 5:12 (testo: Michail Kurgancev – musica: Evgenij Martynov)
4. Ja milogo uznaju po pochodke – 3:12 (testo: Aleksej Dmitrievič)
5. Nu čto tebe nado – 3:48 (testo: Andrej Voznesenskij – musica: Aleksandr Bar'judin)
6. Mama – 4:45 (testo: Gregory Dubrovsky)
7. Ne zabyvaj – 5:05 (testo: Vladimir Charitonov – musica: David Tuchmanov)
8. Trudno predstavit' – 5:33 (testo: Leonid Derbenëv – musica: Vjačeslav Dobrynin)
9. Proščal'nyj den' – 4:43 (testo: Anna Saed-Šach – musica: David Tuchmanov)
10. Pomni – 4:57 (testo: Gregory Dubrovsky – musica: Didier Marouani)
11. Koda – 1:00 (Alex Khaskin)

## Formazione
- Ljubov' Uspenskaja – voce
- Paul Palanowsky – sassofono, flauto
- John Pelosi – chitarra
- Mike Malone – tromba
- Alex Khaskin – programmazione
- Dianne Jones – cori
- Taylor Dayne – cori
- Manuela – cori